# Cantata BWV Anh 192
La Cantata BWV Anh 192 è una composizione di Johann Sebastian Bach.

## Storia
Pochissimo si sa di questa cantata, di cui non si conosce neanche il titolo, essendo andato perduto sia il testo che la musica. Sappiamo solo che era suddivisa in cinque movimenti e venne forse composta nel 1709.